# Conjugatie (groepentheorie)
In de groepentheorie, een deelgebied van de wiskunde, is de relatie geconjugeerde een equivalentierelatie op een groep, die de groep ontbindt in conjugatieklassen. De elementen van een conjugatieklasse hebben zo veel overeenkomsten, dat een nadere bestudering van deze conjugatieklassen belangrijke inzichten in de structuur van de niet-abelse groepen oplevert. Bij abelse groepen zijn conjugatieklassen van ondergeschikt belang, omdat elk element een eigen conjugatieklasse vormt.

## Definitie
In de groep {\displaystyle G} heet het element {\displaystyle b} geconjugeerd met het element {\displaystyle a} als er een element {\displaystyle g} is zodanig dat
{\displaystyle b=gag^{-1}}
Twee ondergroepen van een groep heten geconjugeerd als er een groepsisomorfisme tussen hen bestaat. Zo zijn de meetkundige symmetriegroepen van een star lichaam voor en na verplaatsing en/of draaiing geconjugeerd. De symmetrie-eigenschappen van het object zelf worden gerepresenteerd door de conjugatieklasse.

### Equivalentierelatie
De relatie geconjugeerd is een equivalentierelatie, immers:
- (Reflexiviteit) Elke {\displaystyle a}  is geconjugeerd met zichzelf
- (Symmetrie) Als {\displaystyle b} geconjugeerd is met {\displaystyle a} ({\displaystyle b=gag^{-1}}), is ook {\displaystyle a} geconjugeerd met {\displaystyle b} ({\displaystyle a=g^{-1}bg}).
- (Transitiviteit) Als {\displaystyle a} geconjugeerd met {\displaystyle b} ({\displaystyle a=gbg^{-1}}) en {\displaystyle b} is  geconjugeerd is met {\displaystyle c} ({\displaystyle b=hch^{-1}}), is ook {\displaystyle a} geconjugeerd met {\displaystyle c} ({\displaystyle a=ghch^{-1}g^{-1}=(gh)c(gh)^{-1}}).

## Voorbeeld
De  symmetrische groep {\displaystyle S_{4}}, die bestaat uit 24 permutaties van 4 elementen, heeft 5 conjugatieklassen. In cykelnotatie zijn de conjugatieklassen:
- de identieke (1 element): {\displaystyle ()}
- paarverwisseling, transpositie (6 elementen): {\displaystyle (12),\;(13),\;(14),\;(23),\;(24),\;(34)}
- drie verwisselen (8 elementen): {\displaystyle (123),\;(132),\;(124),\;(142),\;(134),\;(143),\;(234),\;(243)}
- vier verwisselen (6 elementen): {\displaystyle (1234),\;(1243),\;(1324),\;(1342),\;(1423),\;(1432)}
- twee keer twee verwisselen (3 elementen): {\displaystyle (12)(34),\;(13)(24),\;(14)(23)}

## Aantal conjugatieklassen in de symmetrische groep, en aantal elementen per conjugatieklasse
Het aantal conjugatieklassen in de symmetrische groep {\displaystyle S_{n}} is gelijk aan de partitiefunctie van {\displaystyle n}.
Als van een conjugatieklasse elementen die op zichzelf worden afgebeeld, worden geteld als cykel van lengte 1, dan is het aantal elementen van die conjugatieklasse 
{\displaystyle {\frac {n!}{\prod _{k=1}^{m}x_{k}!\cdot y_{k}^{x_{k}}}}},
waarin {\displaystyle x_{k}} het aantal cykels is met lengte {\displaystyle y_{k}}, en 
{\displaystyle m} het aantal verschillende lengtes van de cykels.
Dit is als volgt te beredeneren. Per conjugatieklasse kan iedere rij van {\displaystyle n} verschillende elementen (waarvan er {\displaystyle n!} zijn) opgedeeld worden overeenkomstig die conjugatieklasse, bijvoorbeeld bij de klasse "twee verwisselen" van {\displaystyle S_{4}} door de eerste twee elementen van de rij te bestemmen voor de verwisseling. De factor {\displaystyle x_{k}!} compenseert voor dubbeltelling van verwisselde even lange cykels, en de factor {\displaystyle y_{k}^{x_{k}}} voor dubbeltelling van cyclische verwisseling van de elementen in een cykel.
Bijvoorbeeld heeft bij de symmetrische groep {\displaystyle S_{4}} de conjugatiegroep waarbij twee elementen verwisseld worden (en twee dus niet) {\displaystyle {\frac {4!}{2!\cdot 1^{2}\cdot 1!\cdot 2^{1}}}=6} elementen.